# Instituto Superior Naval de Guerra

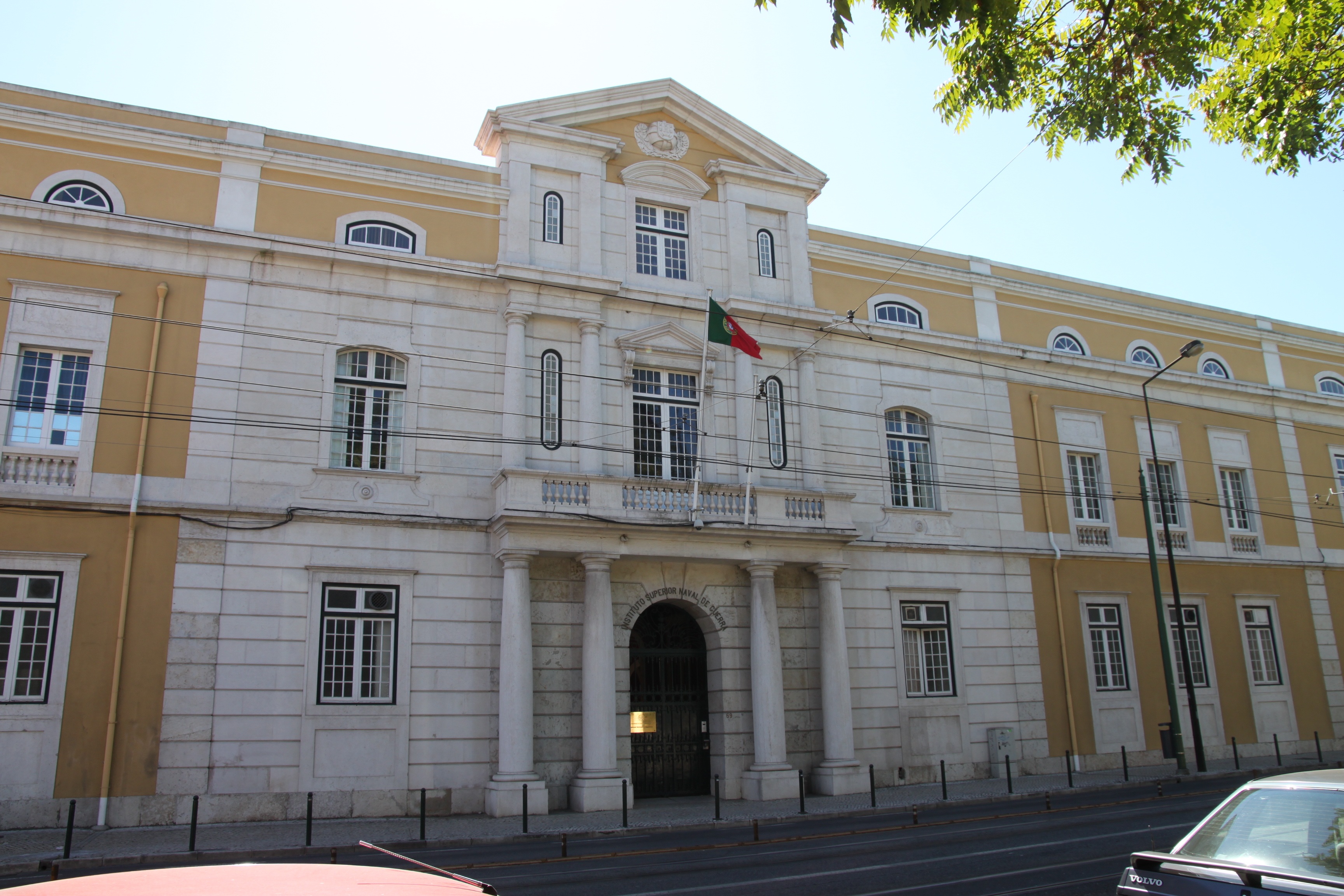
Antiga sede do ISNG, no edifício da Cordoaria em Belém, Lisboa.

O Instituto Superior Naval de Guerra (ISNG) era uma instituição de ensino superior da Marinha Portuguesa destinada à formação, informação e pós-graduação de oficiais generais e oficiais superiores daquele ramo das Forças Armadas.
Paralelamente à actividade de ensino e formação, o ISNG desenvolvia também actividades de investigação, desenvolvimento e divulgação de Doutrina Naval.
Em 2005, o ISNG foi fundido com o Instituto de Altos Estudos Militares e com o Instituto de Altos Estudos da Força Aérea, formando o Instituto de Estudos Superiores Militares comum à Marinha Portuguesa, Exército Português, Força Aérea Portuguesa e Guarda Nacional Republicana.